# Kaliningrad K-8
Kaliningrad K-8 (R-8) (tên ký hiệu của NATO là AA-3 Anab) là một tên lửa không đối không tầm trung của Liên Xô được phát triển cho máy bay tiêm kích đánh chặn.

## Lịch sử
K-8 được bắt đầu phát triển vào năm 1955, khi đưa vào trang bị thì nó có tên là R-8. Giống như nhiều loại tên lửa không đối không khác của Liên Xô, nó được chọn lựa hệ thống dẫn đường giữa bộ cảm biến hồng ngoại và ra-đa dẫn đường bán chủ động. Mẫu đầu tiên của tên lửa được tương thích với loại ra-đa Uragan-5B.
Năm 1961, loại tên lửa này được nâng cấp thành mẫu R-8M (nổi tiếng dưới tên gọi R-98), nó đã góp phần đưa ra một loại vũ khí SARH cho máy bay đánh chặn tăng cường khả năng không chiến. Vào năm 1963, nó được nâng cấp xa hơn với tên gọi R-8M1, được thiết kế tương thích với radar RP-11 Oriol-D của Sukhoi Su-11, Sukhoi Su-15 và Yakovlev Yak-28P.
Một sự mở rộng tiếp theo diễn ra vào năm 1965 lên thành R-8M2, được gọi thông thường là R-98, với tầm bắn xa và hệ thống tìm kiếm mới, thích hợp với loại ra-đa nâng cấp RP-11 Oriol-M. Phiên bản cuối cùng, được đưa vào trang bị năm 1973, là R-98M1 (NATO Advanced Anab) với khả năng chống chịu tốt hơn, tầm bay xa hơn, phù hợp với ra-đa của máy bay đánh chặn Su-15TM và Yak-28PM.
R-98M1 còn được trang bị trong biên chế của quân đội Liên Xô cho đến những năm 1980, nó với loại Su-15 'Flagon' (Hũ rượu) cùng bị rút khỏi hoạt động.
Một phiên bản sử dụng đầu dò tìm của K-13, giúp tăng cường khả năng của máy bay trong các trận hỗn chiến trên không (dogfight), được phát triển vào năm 1960 với tên gọi K-88, nhưng nó không bao giờ được đưa vào trang bị của quân đội.
Một phiên bản huấn luyện cũng được phát triển với tên gọi UR-8M.

## Các quốc gia sử dụng
- Liên Xô: Quân chủng Phòng không Xô viết
- Bulgaria: Không quân Bulgaria
- România: Không quân Romania
- Ba Lan: Không quân Ba Lan
- Đông Đức: Không quân GDR
- Hungary: Không quân Hungary

## Thông số kỹ thuật (R-98MT / R-98MR)

R-98

- Chiều dài: (R-98MT) 4 m (13 ft 1 in); (R-98MR) 4.27 m (14 ft)
- Sải cánh: 1300 mm (4 ft 3 in)
- Đường kính: 280 mm (11 in)
- Khối lượng: (R-98MT) 272 kg (600 lb); (R-98MR) 292 kg (642 lb)
- Vận tốc: Mach 2
- Tầm bay: 23 km (14.4 mi)
- Hệ thống dẫn đường: (R-98MT) hồng ngoại; (R-98MR) ra-đa bán chủ động
- Đầu nổ: 40 kg (88 lb) loại nổ vỡ từng mảnh